# Andrea Casali

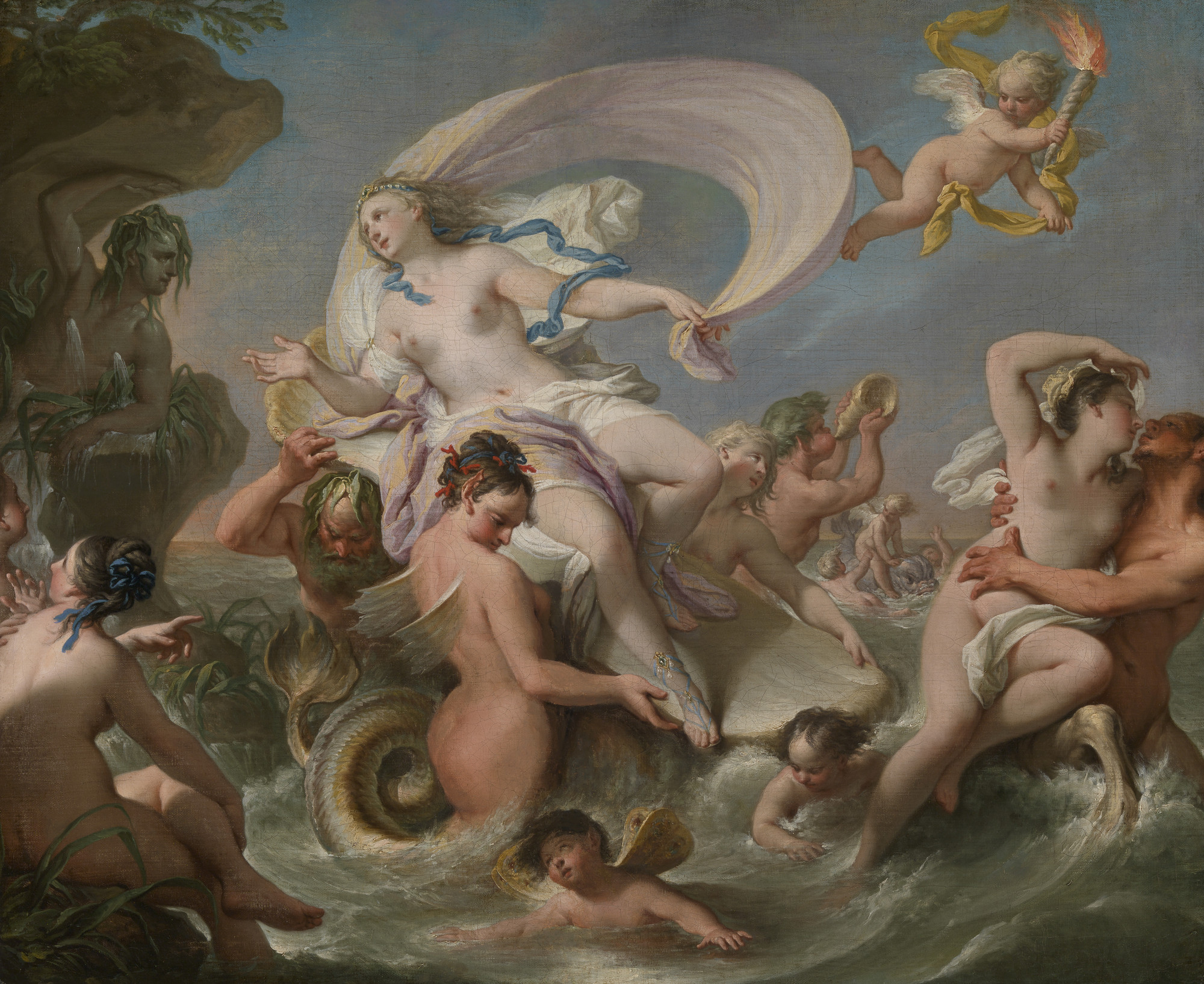
"Triunfo de Galateia" (1740–1765), atualmente no Museu e Galeria de Arte de Kelvingrove

Andrea Casali (17 de novembro de 1705–7 de setembro de 1784 (78 anos)) foi um pintor italiano do período Rococó.

## História
Andrea nasceu em Roma e estudou com Sebastiano Conca e Francesco Trevisani. Até 1738, ele era um pintor especializado em decoração de igrejas romanas e, em 1729, foi feito Cavaleiro do Estribo de Ouro. Viajou para o Reino da Grã-Bretanha em 1741 e ficou lá por vinte e cinco anos. Lecionou para James Durno.
Algumas fontes erroneamente afirmam que ele teria nascido em 1720 (como Bryan & Hobbes). Entre seus patrocinadores ingleses estavam Thomas Coke, marquês de Leicester (1697–1759), e Alderman William Beckford. Andrea deixou a Inglaterra em 1766, depois do quê viveu alguns anos em Roma, onde viveu intensamente até morrer em 1784.